# Ulica Jana Kazimierza w Bydgoszczy

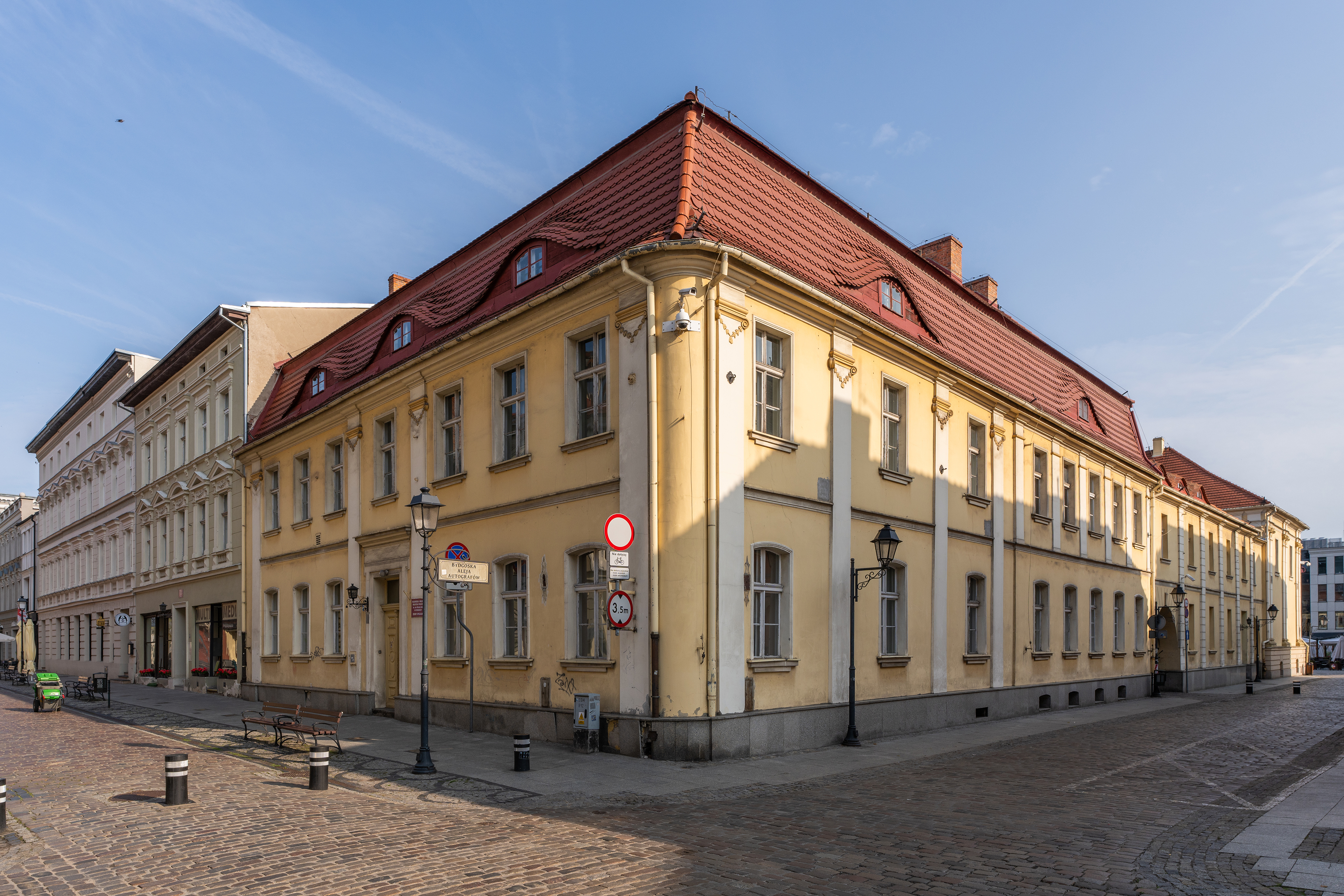
Budynek narożny z ul. Długą

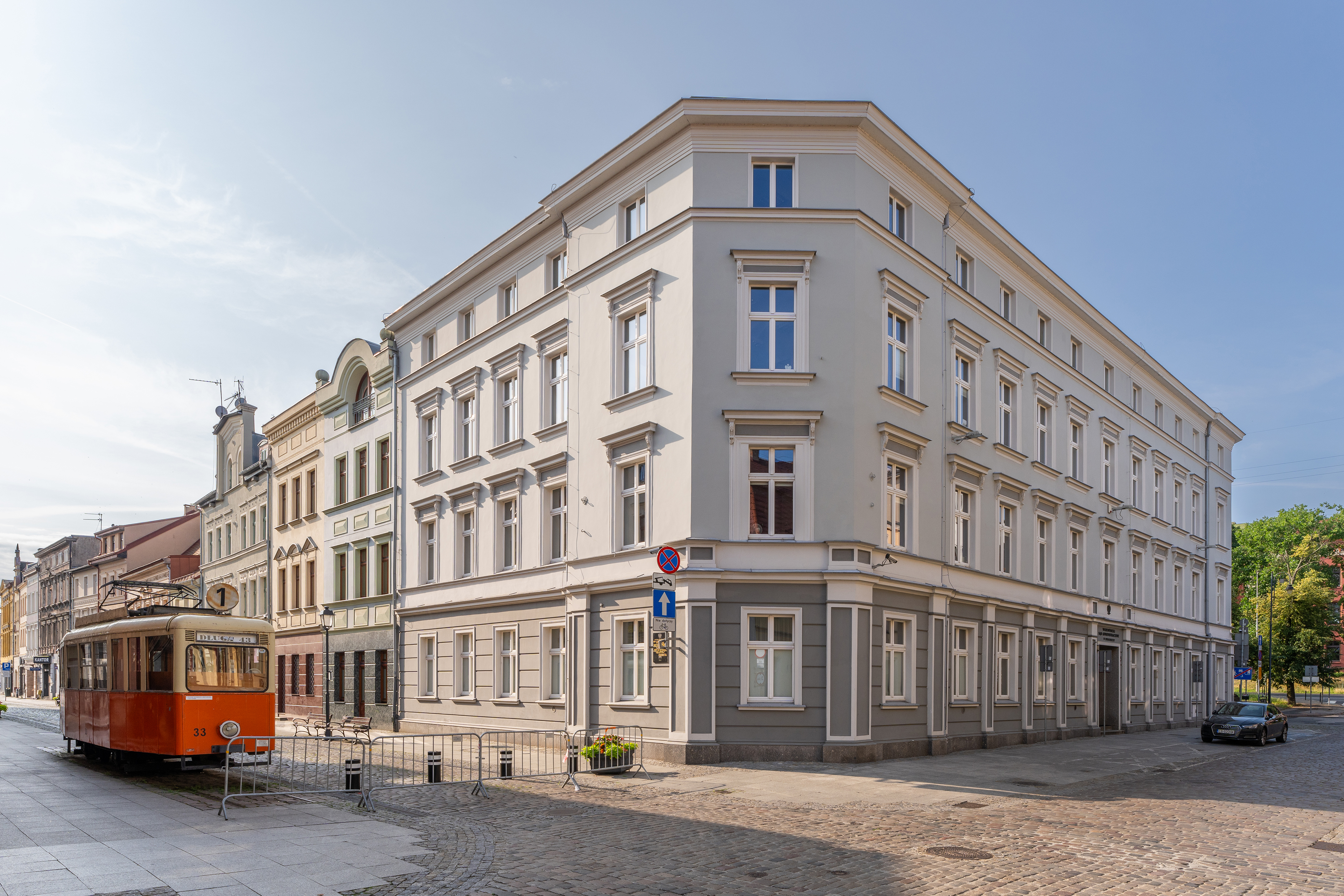
Budynek Wojewódzkiego Sądu Administracyjnego

Ulica Jana Kazimierza w Bydgoszczy – ulica na terenie miasta lokacyjnego Bydgoszczy. Łączy Stary Rynek z ulicą Długą i Wały Jagiellońskie.

## Położenie
Ulica znajduje się w południowej części Starego Miasta. Rozciąga się na kierunku północ-południe, od Starego Rynku do Wałów Jagiellońskich. Jej długość wynosi ok. 150 m.

## Historia
Ulica Jana Kazimierza została wytyczona w połowie XIV wieku podczas kształtowania bydgoskiego miasta lokacyjnego. Łączyła ona południowo-wschodni narożnik Starego Rynku z ulicą Długą, podczas gdy do ul. Pod Blankami prowadził jedynie wąski przesmyk. Na południe od ul. Pod Blankami znajdował się natomiast mur miejski z istniejącą w tym rejonie basztą. Wiadomo, że wzdłuż ulicy w XVII-XVIII wieku istniała murowana, bądź szachulcowa zabudowa, czego reliktami są m.in. pozostałości piwnic kamienicy przy ul. Jana Kazimierza 5/Długa 52 na XVI-XVIII w.
Podczas nadzorów archeologicznych nad pracami ziemnymi prowadzonymi w rejonie ul. Jana Kazimierza (między ul. Długą, a Pod Blankami) zarejestrowano relikty średniowiecznej zabudowy drewnianej. Zlokalizowano budynek gospodarczy zbudowany w technice sumikowo-łątkowej, z reliktami podłóg drewnianych. Analiza dendronologiczna wykazała daty ścięcia drzew użytych do tych konstrukcji mieszczące się w przedziale od 1250 do 1373 roku. Prawdopodobnie odkryto elementy związane z osadnictwem poprzedzającym bezpośrednio lokację miasta i najstarsze fragmenty miasta lokacyjnego.
Na północnym fragmencie ulicy Jana Kazimierza odkryto relikty XVI-wiecznych, drewnianych rur wodociągowych. Uchwycono tu dwa poziomy rur, na głębokościach 1,0 i 1,5 m od powierzchni ulicy, jak również dwie, równolegle biegnące nitki wodociągów. Zarejestrowano także sposób 
izolacji - ochrony rury przy pomocy otaczającej ją warstwy gliny i stabilizowanie pionowymi kołkami. Średnica rur wynosiła od 40 co 65 cm.
Na szczegółowym planie zabudowy miasta, sporządzonym przez pruskiego geometrę Gretha w 1774 r., posesje wzdłuż ulicy zajęte są przez istniejącą w tym czasie zabudowę, częściowo zniszczoną. Wyjątek stanowi niezabudowana działka na rogu z ul. Długą, zajmowaną obecnie przez budynek Wojewódzkiej i Miejskiej Biblioteki Publicznej. Na planie por. Lindnera z 1809 r. istnieje przedłużenie ulicy łączące ul. Długą z ul. Pod Blankami, podobnie jest na planie Bydgoszczy z 1834 r.
W 1835–1840 r. po częściowej rozbiórce murów miejskich i wytyczeniu na południe od Starego Miasta Nowego Rynku wraz z ul. Wały Jagiellońskie, ulicę Jana Kazimierza wydłużono na południe, nadając jej obecny kształt. Stanowiła ona wówczas ważny fragment połączenia komunikacyjnego z ul. Gdańskiej poprzez ul. Mostową, Stary Rynek na południe. Na planie miasta z 1876 r. ulica posiada w pełni pierzeje kamienic, zaś u jej południowego wylotu wybudowano gmach sądu (1870–1871).
Rejon ulicy Jana Kazimierza i środkowego odcinka ul. Długiej w XIX i na początku XX w. zamieszkiwało skupisko osób pochodzenia żydowskiego, które posiadało tu swoją enklawę osiedleńczą. Na wschód od ul. Jana Kazimierza, między ul. Pod Blankami, a Wały Jagiellońskie w 1834 r. powstała synagoga, a także budynek szkoły żydowskiej. W 1882 r. wzniesiono kolejną synagogę, która należała do okazalszych budowli sakralnych w mieście.
W kamienicy przy ul. Długiej 15, róg ul. Jana Kazimierza, przez 19 lat (1901-1920) mieszkał Alfred Cohn, żydowskiego pochodzenia, który po latach napisał książkę o okresie „nieprzemijającego szczęścia”, jaki przeżył w ukochanym przez siebie mieście Bydgoszczy.
Ulica Jana Kazimierza od 1888 r. odgrywała ważną rolę w ruchu tramwajów: początkowo konnych, a później elektrycznych (od 1896 r.). Trasa dwóch z trzech istniejących wtedy w Bydgoszczy linii tramwajowych przebiegała właśnie na tym terenie. Były to: „linia czerwona” (od Dworca Głównego do dworca Bydgoszcz Wąskotorowa przy ul. Grunwaldzkiej) oraz „zielona” (od ul. Gdańskiej do Strzelnicy przy ul. Toruńskiej). Tramwaje obu linii wjeżdżały w ulicę Stefana Batorego – jeden skręcając w prawo, drugi w lewo, zaś wracały ulicą Jana Kazimierza. Przy przystanku tramwajowym na rogu Długiej i Jana Kazimierza umieszczono na słupie reflektor, który sam się włączał, jeśli wolna była trasa w stronę Strzelnicy. Istniała też konieczność ciągłego zmieniania zwrotnicy, którą musiał obsługiwać specjalny pracownik.
Ruch tramwajowy w takim kształcie istniał do 1945 r. Po krótkotrwałym przerwaniu ruchu pojazdów wskutek wysadzenia w powietrze mostu Teatralnego, przywrócono go już w czerwcu 1945 roku. Tramwaje kursowały po ulicy kolejne 15 lat, kiedy to na Starym Rynku zbudowano tymczasową pętlę. W 1973 r. ostatecznie usunięto ruch tramwajowy z rejonu Starego Miasta.
W latach 60. XX w. po rozbudowie ul. Wały Jagiellońskie do dwóch jezdni, ulica Jana Kazimierza została nieco skrócona.
Charakter ulicy Jana Kazimierza jest ściśle związany z dziejami ulicy Długiej. Do czasu upaństwowienia prywatnych przedsiębiorstw rzemieślniczych i handlowych w latach 50. XX w., ulica ta posiadała charakter kupiecko-handlowy.
W 2007 na ulicy Długiej, od skrzyżowania z ul. Jana Kazimierza rozpoczęto tworzenie Bydgoskiej Alei Autografów, którą stanowią wmurowane w nawierzchnię ulicy tabliczki z podpisami znanych osobistości życia publicznego. Natomiast w czerwcu 2008 r. przy skrzyżowaniu z ul. Jana Kazimierza ustawiono zabytkowy tramwaj, który spełnia rolę Centrum Informacji Turystycznej.
Jednym z projektów ujętych w Planie Rewitalizacji Bydgoszczy jest modernizacja nawierzchni ulicy.

### Nazwy
Ulica w przekroju historycznym posiadała następujące nazwy:
- Odcinek od Starego Rynku do ul. Długiej:
  - XVI w. – I poł. XVIII w. – platea Transversalis
  - 1800 – Grosse Poststraße
  - 1816 – Prefekturstraße

- Odcinek od ul. Długiej do ul. Pod Blankami:
  - 1800–1816 – Ausfall Gasse
  - 1840 – Seiten Gasse

- Ulica w obecnym kształcie (od Starego Rynku do ul. Wały Jagiellońskie):
  - 1840–1920 – Hofstraße
  - 1920–1939 – Jana Kazimierza
  - 1939–1945 – Hofstraße
  - od 1945 – Jana Kazimierza

Nazwa ulicy nawiązuje do polskiego króla Jana Kazimierza Wazy, który w dniach 26 października - 6 listopada 1657 r. przebywał w Bydgoszczy wraz z małżonką Marią Ludwiką i odbywał tu negocjacje z elektorem Brandenburgii i księciem Prus Książęcych Fryderykiem Wilhelmem Hohenzzolernem. W wyniku rokowań uzgodniono Traktaty welawsko-bydgoskie, na mocy których w zamian za sojusz antyszwedzki Prusy Książęce uzyskały suwerenność oraz niewielkie nabytki terytorialne (Drahim tytułem zastawu, Lębork i Bytów jako lenno). Jan Kazimierz i Fryderyk Wilhelm zaprzysiężyli traktat na Starym Rynku przed kościołem jezuickim.

## Architektura
Pierzeje ul. Jana Kazimierza stanowią w większości budynki wzniesione w końcu XVIII i w XIX wieku. Wśród nich wyróżniają się dwa budynki użyteczności publicznej:   
- Wojewódzka i Miejska Biblioteka Publiczna – zajmuje pierzeję zachodnią: od Starego Rynku do ul. Długiej,
- Wojewódzki Sąd Administracyjny – zajmuje pierzeję wschodnią: od ul. Długiej do ul. Pod Blankami.

## Niektóre kamienice
| Nr | Adres                        | Lata budowy     | Styl architektoniczny | Wpisany do rej. zabytków | Uwagi | Zdjęcie |
| -- | ---------------------------- | --------------- | --------------------- | ------------------------ | --- | ------- |
| 1. | Jana Kazimierza 2            | koniec XVIII w. | klasycyzm             | T                        | Kamienica na rogu ulic: Jana Kazimierza i Teofila Magdzińskiego |         |
| 2. | Długa 41                     | 1798            | klasycyzm             | T                        | Kamienica na rogu ul. Jana Kazimierza. Sąd Nadworny w latach 1798–1905, obecnie Wojewódzka i Miejska Biblioteka Publiczna, przebudowana w II połowie XIX wieku |         |
| 3. | Jana Kazimierza 3 / Długa 43 | 4 ćw. XVIII w.  |                       | N                        | Kamienica na rogu ul. Długą |         |
| 4. | Jana Kazimierza 4 / Długa 50 | XVIII w., 1898  |                       | N                        | Kamienica na rogu ul. Jana Kazimierza i ul. Długiej, przebudowana w końcu XIX w. |         |
| 5. | Jana Kazimierza 5 / Długa 52 | 3 ćw. XIX w.    | eklektyzm             | N                        | Kamienica na rogu ul. Długiej (52). Piwnice pochodzą z XVII-XVIII wieku. W latach 1908–1920 na parterze znajdowała się siedziba polskiego „Dziennika Bydgoskiego”, wydawanego przez Jana Teskę. Na fasadzie znajduje się tablica pamiątkowa. Od 2002 r. w kamienicy ulokowano kujawsko-pomorski oddział Naczelnego Sądu Administracyjnego, przemianowany w 2004 r. na Wojewódzki Sąd Administracyjny. |         |